# Lipová Lázně jeskyně
Lipová Lázně jeskyně – przystanek kolejowy we wsi Lipová-lázně, w kraju ołomunieckim, w Czechach. Znajduje się na wysokości 580 m n.p.m. i leży na linii kolejowej nr 295.